# ويليام هاموند رايت
ويليام هاموند رايت (بالإنجليزية: William Hammond Wright)‏ هو عالم فلك أمريكي، ولد في 4 نوفمبر 1871 في سان فرانسيسكو في الولايات المتحدة، وتوفي في 16 مايو 1959 في سان خوسيه في الولايات المتحدة.